# NGC 7587
NGC 7587 је спирална галаксија у сазвежђу Пегаз која се налази на NGC листи објеката дубоког неба.
Деклинација објекта је + 9° 40' 49" а ректасцензија 23h 17m 59,1s. Привидна величина (магнитуда) објекта NGC 7587 износи 14,1 а фотографска магнитуда 14,9. NGC 7587 је још познат и под ознакама UGC 12484, MCG 1-59-37, CGCG 406-52, KCPG 580A, PGC 70984.